# Tour d'Italie 1964

La 47e édition du Tour d'Italie s'est élancée de Bolzano le 16 mai 1964 et est arrivée à Milan le 7 juin. Long de 4 111,4 km, ce Giro a été remporté par le Français Jacques Anquetil, délà lauréat en 1960. Ce dernier a en outre gagné une étape et porté le maillot rose 17 jours. Il réalisera en juillet le premier doublé Tour d'Italie-Tour de France de l'histoire du cyclisme français.

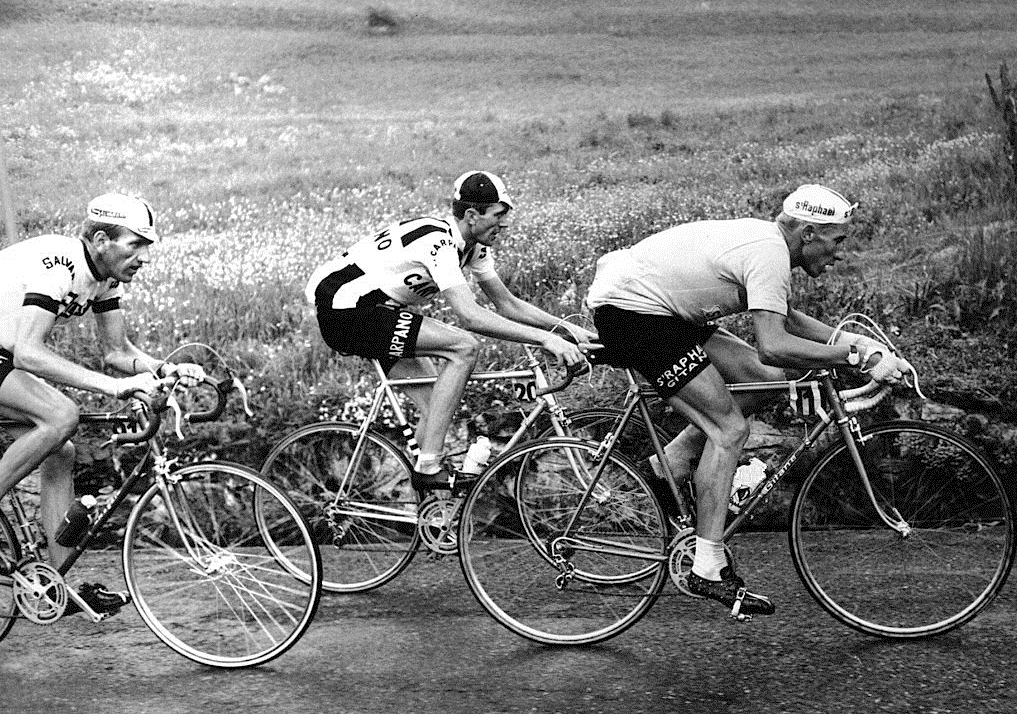
Jacques Anquetil, Italo Zilioli et Vittorio Adorni en plein effort lors du Giro 1964. Le Normand va remporter son second Tour d'Italie.

## Résumé de la course
Après sa déception du Giro 1961, qui avait vu Pambianco remporter le Giro du centenaire de l’union de l’Italie, Jacques Anquetil était de retour en quête de revanche. Le Normand domina le contre-la-montre de 50,4 km entre Parme et Busseto, puis contrôla le reste de la course malgré les tentatives de la nouvelle génération, particulièrement Gianni Motta et Italo Zilioli. Anquetil l’emporta à Milan devant Zilioli à 1 min 22 s. et Guido De Rosso à 1 min 31 s. Un mois après, le Normand remporte son 5ème Tour de France et réalise en même temps le premier doublé Giro-Tour de l'histoire du cyclisme français.

## Anecdotes
Les coureurs se plaignirent lors de l’étape de Pedavena en raison de passages sur des chemins poussiéreux qui provoquèrent de nombreuses chutes et crevaisons. 
Dans l’étape Coni-Pinerolo, que le patron de la course Vincenzo Torriani avait dessiné en hommage à Fausto Coppi, Franco Pitossi mena une échappée solitaire de 150 kilomètres. 

## Équipes participantes
| N.    | Code | Équipe  |
| ----- | ---- | ------- |
| 1-10  | CYN  | Cynar   |
| 11-20 | CAR  | Carpano |
| 21-30 | CIT  | Cite    |
| 31-40 | GAZ  | Gazzola |
| 41-50 | IBA  | IBAC    |
| 51-60 | IGN  | Ignis   |
| 61-70 | LEG  | Legnano |

| N.      | Code | Équipe          |
| ------- | ---- | --------------- |
| 71-80   | LYG  | Lygie           |
| 81-90   | MOL  | Molteni         |
| 91-100  | SAL  | Salvarani       |
| 101-110 | SPR  | Springoil-Fuchs |
| 111-120 | STR  | Saint-Raphaël   |
| 121-130 | ROM  | Flandria-Romeo  |

## Classement général
| Classement général final |                   |
| --- | ----------------- |
| \| 1. Jacques Anquetil \| 115 h 10 min 27 s \| \| 2. Italo Zilioli \| à 1 min 22 s \| \| 3. Guido De Rosso \| à 1 min 31 s \| \| 4. Vittorio Adorni \| à 2 min 22 s \| \| 5. Gianni Motta \| à 2 min 38 s \| \| 6. Renzo Fontona \| à 3 min 30 s \| \| 7. Marcello Mugnaini \| à 5 min 05 s \| \| 8. Franco Balmamion \| à 6 min 00 s \| \| 9. Rolf Maurer \| à 7 min 47 s \| \| 10. Franco Bitossi \| à 9 min 20 s \| \| 130 partants, 97 classés \| \| |                   |
| 1. Jacques Anquetil | 115 h 10 min 27 s |
| 2. Italo Zilioli | à 1 min 22 s      |
| 3. Guido De Rosso | à 1 min 31 s      |
| 4. Vittorio Adorni | à 2 min 22 s      |
| 5. Gianni Motta | à 2 min 38 s      |
| 6. Renzo Fontona | à 3 min 30 s      |
| 7. Marcello Mugnaini | à 5 min 05 s      |
| 8. Franco Balmamion | à 6 min 00 s      |
| 9. Rolf Maurer | à 7 min 47 s      |
| 10. Franco Bitossi | à 9 min 20 s      |
| 130 partants, 97 classés |                   |

## Étapes
| Étape     | Date     | Villes étapes                        | km         | Vainqueur d'étape    | Leader du classement général |
| 1re étape | 16 mai   | Bolzano – Riva del Garda             | 173        | Vittorio Adorni      | Vittorio Adorni              |
| 2e étape  | 17 mai   | Riva del Garda - Brescia             | 143        | Michele Dancelli     | Michele Dancelli             |
| 3e étape  | 18 mai   | Brescia - San Pellegrino Terme       | 193        | Franco Bitossi       | Enzo Moser                   |
| 4e étape  | 19 mai   | San Pellegrino Terme - Parme         | 189        | Vito Taccone         | Enzo Moser                   |
| 5e étape  | 20 mai   | Parme – Busseto                      | 50,4 (clm) | Jacques Anquetil     | Jacques Anquetil             |
| 6e étape  | 21 mai   | Parme - Vérone                       | 100        | Vendramino Bariviera | Jacques Anquetil             |
| 7e étape  | 22 mai   | Vérone - Lavarone                    | 168        | Angelino Soler       | Jacques Anquetil             |
| 8e étape  | 23 mai   | Lavarone - Pedavena                  | 183        | Marcello Mugnaini    | Jacques Anquetil             |
| 9e étape  | 24 mai   | Feltre - Marina di Ravenna           | 260        | Pietro Zoppas        | Jacques Anquetil             |
| 10e étape | 25 mai   | Marina di Ravenna - Saint-Marin      | 179        | Rolf Maurer          | Jacques Anquetil             |
| 11e étape | 26 mai   | Rimini – San Benedetto del Tronto    | 185        | Raffaele Marcoli     | Jacques Anquetil             |
| 12e étape | 27 mai   | San Benedetto del Tronto - Roccaraso | 257        | Walter Boucquet      | Jacques Anquetil             |
| 13e étape | 28 mai   | Roccaraso - Caserte                  | 188        | Giorgio Zancanaro    | Jacques Anquetil             |
| 14e étape | 29 mai   | Caserte - Castel Gandolfo            | 210        | Vittorio Adorni      | Jacques Anquetil             |
| 15e étape | 30 mai   | Rome - Montepulciano                 | 214        | Nino Defilippis      | Jacques Anquetil             |
| 16e étape | 31 mai   | Montepulciano - Livourne             | 199        | Franco Bitossi       | Jacques Anquetil             |
| 17e étape | 1er juin | Livourne - Santa Margherita Ligure   | 210        | Franco Bitossi       | Jacques Anquetil             |
| 18e étape | 3 juin   | Santa Margherita Ligure - Alexandrie | 204        | Bruno Mealli         | Jacques Anquetil             |
| 19e étape | 4 juin   | Alexandrie - Coni                    | 206        | Cees Lute            | Jacques Anquetil             |
| 20e étape | 5 juin   | Coni - Pinerolo                      | 254        | Franco Bitossi       | Jacques Anquetil             |
| 21e étape | 6 juin   | Turin - Biella                       | 200        | Gianni Motta         | Jacques Anquetil             |
| 22e étape | 7 juin   | Biella - Milan                       | 146        | Willi Altig          | Jacques Anquetil             |

## Classements annexes
| Classement de la montagne | Franco Bitossi          | 200 points |
| Deuxième                  | Antonio Gómez del Moral | 140 points |
| Troisième                 | Franco Balmamion        | 110 points |
| Classement par équipes    | Saint-Raphaël           | ?          |
| Deuxième                  | Faema                   | ?          |
| Troisième                 | ?                       | ?          |

## Liste des coureurs
| Cynar | Carpano | Cite |
| - 1 Franco Balmamion (Ita) 8e - 2 Giancarlo Gentina (Ita) 60e - 3 Mario Maino (Ita) 49e - 4 Rolf Maurer (Sui) 9e - 5 Bruno Mealli (Ita) 30e - 6 Attilio Moresi (Sui) 79e - 7 Diego Ronchini (Ita) ab - 8 Luigi Sarti (Ita) ab - 9 Giuseppe Sartore (Ita) 47e - 10 Dino Zandegu (Ita) 73e                                  | - 11 Antonio Bailetti (Ita) 76e - 12 Germano Barale (Ita) 64e - 13 Vendramino Bariviera (Ita) 61e - 14 Vittorio Casati (Ita) 51e - 15 Arnaldo Di Maria (Ita) 85e - 16 Luciano Galbo (Ita) 23e - 17 Loris Guernieri (Ita) 69e - 18 Walter Martin (Ita) 86e - 19 Giorgio Zancanaro (Ita) 32e - 20 Italo Zilioli (Ita) 2e | - 21 Jaume Alomar (Esp) ab - 22 Vincenzo Meco (Ita) ab - 23 Giovanni Fabbri (Ita) 77e - 24 Salvador Honrubia (Esp) 57e - 25 Alberto Marzaioli (Ita) 24e - 26 Franco Panicelli (Ita) ab - 27 José Luis Talamillo (Esp) 59e - 28 Francesco Miele (Ita) 52e - 29 Romano Moretti (Ita) ab - 30 Pietro Zoppas (Ita) ab                  |
| Gazzola | Ibac | Ignis |
| - 31 Dino Bruni (Ita) 97e - 32 Franco Cribiori (Ita) 25e - 33 Guido Carlesi (Ita) 11z - 34 Oreste Magni (Ita) 89e - 35 Luigi Mele (Ita) 83e - 36 Luigi Maserati (Ita) 38e - 37 Roland Picchiotti (Ita) 71e - 38 Alessandro Rimessi (Ita) ab - 39 Marino Vigna (Ita) ab - 40 Gilberto Vendemiati (Ita) ab                  | - 41 Nino Defilippis (Ita) 35e - 42 Graziano Battistini (Ita) 18e - 43 Angelino Soler (Esp) 17e - 44 Antonio Suárez (Esp) 16e - 45 Danilo Ferrari (Ita) ab - 46 Dino Liviero (Ita) 84e - 47 Renzo Baldan (Ita) 68e - 48 Angelo Ottaviani (Ita) 46e - 49 Osvaldo Bassi (Ita) ab - 50 Ernesto Bono (Ita) ab              | - 51 José Martín Colmenarejo (Esp) 33e - 52 Ambrogio Colombo (Ita) 28e - 53 Renzo Fontona (Ita) 6e - 54 Antonio Gómez del Moral (Esp) 20e - 55 Primo Nardello (Ita) 53e - 56 Roberto Nencioli (Ita) ab - 57 Renato Pelizzoni (Ita) ab - 58 Roberto Poggiali (Ita) 14e - 59 Remo Stefanoni (Ita) 42e - 60 Giampiero Macchi (Ita) ab |
| Legnano | Lygie | Molteni |
| - 61 Felice Adami(Ita) ab - 62 Silvio Boni (Ita) 62e - 63 Carlo Chiappano (Ita) 19e - 64 Emilio Ciolli (Ita) 96e - 65 Egidio Cornale (Ita) 43e - 66 Giuseppe Daglia (Ita) 92e - 67 Adriano Durante (Ita) 75e - 68 Giancarlo Ferretti (Ita) ab - 69 Raffaele Marcoli (Ita) 94e - 70 Bruno Peretti (Ita) 90e                | - 71 Aldo Moser (Ita) 15e - 72 Enzo Moser (Ita) 22e - 73 Carlo Brugnami (Ita) 40e - 74 Marino Fontana (Ita) ab - 75 Marcello Mugnaini (Ita) 7e - 76 Aldo Pifferi (Ita) 95e - 77 Danilo Grassi (Ita) 87e - 78 Idrio Bui (Ita) 56e - 79 Pietro Partesotti (Ita) 34e - 80 Gianpiero Pancini (Ita) 26e                     | - 81 Guido De Rosso (Ita) 3e - 82 Michele Dancelli (Ita) 21e - 83 Pierino Baffi (Ita) 91e - 84 Renato Bongioni (Ita) 93e - 85 Gianni Motta (Ita) 5e - 86 Guido Neri (Ita) 27e - 87 Giacomo Fornoni (Ita) ab - 88 Giordona Talamona (Ita) 45e - 89 Aldo Beraldo (Ita) 67e - 90 Antonio Manca (Ita) ab                               |
| Salvarani | Springoil Fuchs | Saint-Raphaël |
| - 91 Vittorio Adorni (Ita) 4e - 92 Alberto Assirelli (Ita) 65e - 93 Battista Babini (Ita) 81e - 94 Ercole Baldini (Ita) ab - 95 Antonio Franchi (Ita) 70e - 96 Franco Magnani (Ita) 80e - 97 Italo Mazzacurati (Ita) 78e - 98 Mario Minieri (Ita) 72e - 99 Vito Taccone (Ita) ab - 100 Arnaldo Pambianco (Ita) 13e        | - 101 Franco Bitossi (Ita) 10e - 102 Giancarlo Ceppi (Ita) 50e - 103 Vittorio Chiarini (Ita) ab - 104 Silvano Ciampi (Ita) 54e - 105 Ugo Colombo (Ita) 39e - 106 Guerrando Lenzi (Ita) ab - 107 Gastone Nencini (Ita) ab - 108 Livio Trapè (Ita) ab - 109 Nevio Vitali (Ita) 82e - 110 Mario Zanchi (Ita) 58e          | - 111 Jacques Anquetil (Fra) 1e - 112 Albertus Geldermans (Hol) 37e - 113 Pierre Everaert (Fra) 36e - 114 Michel Grain (Fra) 48e - 115 Guy Ignolin (Fra) 74e - 116 Cees Lute (Hol) 41e - 117 Anatole Novak (Fra) 63e - 118 Louis Rostollan (Fra) 29e - 119 Willi Altig (All) 44e - 120 André Zimmermann (Fra) 12e                  |
| Flandria Romeo | | |
| - 121 Huub Zilverberg (Hol) ab - 122 Gabriel Deloof (Bel) ab - 123 Marcel Ongenae (Bel) 66e - 124 Frans Brands (Bel) ab - 125 Joseph Hoevenaers (Bel) ab - 126 Walter Boucquet (Bel) 55e - 127 Constant Jongen (Bel) ab - 128 Kamiel Vyncke (Bel) 31e - 129 Guido Reybrouck (Bel) 88e - 130 Georges Vandenberghe (Bel) ab | | |